# Startér (část svítidla)
V klasické zářivce napájené ze střídavé sítě je startérem zařízení, které je připojené mezi volné konce obou elektrod zářivky. V prvním momentu zapojení napájecího napětí na zářivku se toto plné napětí (např. 230 V) objeví mezi elektrodami zářivky (výboj v ní ještě neexistuje) a tím i na startéru. Startérem je doutnavka s (alespoň) jednou elektrodou tvořenou bimetalem. Výboj vzniklý v doutnavce při počátečním velkém napětí ohřeje bimetal, ten se deformuje a obě elektrody ve startéru se spojí. Výboj v doutnavce zhasne a bimetal se ochlazuje. Po několika desetinách sekundy se obě elektrody startéru opět rozpojí. Za těchto několik desetin sekundy se procházejícím proudem stačily na provozní teplotu ohřát elektrody v zářivkové trubici a při přerušení tohoto proudu se indukuje v předřazené tlumivce napětí dostatečné na vyvolání výboje v trubici zářivky. Výboj v zářivce na ní pak udržuje napětí, které již není dostatečně velké na nové sepnutí kontaktu startéru (zbytek napětí do 230 V je úbytkem na předřazené tlumivce). Takto fungující startér je elektromechanickým zařízením. Aby mezi elektrodami startéru při jejich rozpojování nehořel oblouk a startér se nezničil, je jejich rozpojení mžikové - bimetal má dvě stabilní polohy a chová se při deformaci jako „žabka“. Při startu pak můžeme slyšet klapnutí. Po zapálení výboje v trubici zářivky již startér pro její funkci není potřebný.